# Стромецька-Воля
Стромецька-Воля (пол. Stromiecka Wola) — село в Польщі, у гміні Стромець Білобжезького повіту Мазовецького воєводства.
Населення — 226 осіб (2011).
У 1975-1998 роках село належало до Радомського воєводства.

## Демографія
Демографічна структура станом на 31 березня 2011 року:
|          | Загалом | Допрацездатний вік | Працездатний вік | Постпрацездатний вік |
| -------- | ------- | ------------------ | ---------------- | -------------------- |
| Чоловіки | 110     | 23                 | 73               | 14                   |
| Жінки    | 116     | 35                 | 58               | 23                   |
| Разом    | 226     | 58                 | 131              | 37                   |